# Agne Gustafsson
Frans Agne Samuel Gustafsson, född 1 september 1925 i Åseda församling, Kronobergs län, död 10 februari 2021, var en svensk statsvetare och politiker.
Gustafsson, som var son till stationskarl Fabian Gustafsson och Anna Källberg, studerade vid Sörängens folkhögskola 1943–1945, avlade studentexamen i Lund 1949, blev filosofie magister 1954 och filosofie licentiat 1958. Han var amanuens på statsvetenskapliga institutionen i Lund 1951–1954, biträdande lärare 1957–1961, forskarassistent där 1961–1964, universitetslektor i statskunskap vid socialhögskolan i Lund, sedermera Lunds universitet, 1964–1991. Han var expert i justitiedepartementet samt sekreterare i arbetsgruppen för utredning av det kommunala sambandet 1964 och expert i länsdemokratiutredningen 1965. 
Gustafsson var ordförande i Lunds socialdemokratiska studentklubb 1954–1956, styrelseledamot i Socialdemokratiska studentförbundet 1955–1957, Lunds arbetarkommun 1957–1959, ledamot av socialdemokratiska partiets studiegrupp för författningsfrågor från 1961. Han var bland annat ledamot av stads-/kommunfullmäktige för socialdemokraterna i Lund 1959–1973 och ledamot av generalplanekommittén från 1965. Han har även haft flera uppdrag åt partistyrelsen. Han har också varit en flitig debattör, bland annat som motståndare till Sveriges inträde i Europeiska unionen och anslutning till Ekonomiska och monetära unionen.
En direkt avgörande politisk insats gjorde Agne Gustafsson när det gällde stadskärnan i hemstaden Lund. De trafikleder runt och genom dess medeltida centrum, som under politisk enighet planerades, hade vid mitten av 1960-talet nått genomförandestadiet. När fastigheter exproprierades och revs blev planerna kända för en bred allmänhet. I detta läge, 1968–1969, vann Agne Gustafssons kritiska linje gehör i den socialdemokratiska fullmäktigegruppen och därefter i kommunalfullmäktige, vilket innebar ett nej till de kontroversiella planerna. Lunds stadskärna kunde, enligt dem som stod bakom beslutet, räddas från ödeläggelse. Även anhängarna till trafiklederna bytte snart därefter ståndpunkt och helt andra trafiklösningar valdes.